# تئوری انسجام حقیقت
در معرفت‌شناسی، تئوری انسجام حقیقت، حقیقت را انسجام در مجموعه‌ای مشخص از جملات، گزاره‌ها یا عقاید می‌داند. این مدل با تئوری مطابقت حقیقت در تضاد است.

## تاریخچه
در فلسفه مدرن، نظریه انسجام حقیقت توسط باروخ اسپینوزا، امانوئل کانت، یوهان گوتلیب فیشته، کارل ویلهلم فردریش اشلگل، جورج ویلهلم فردریش هگل و هارولد هنری یواخیم دفاع می‌شد. (که با فرمول‌بندی قطعی این تئوری شناخته‌شده هستند). با این حال، اسپینوزا و کانت نیز به عنوان مدافعان نظریه مطابقت حقیقت تعبیر شده‌اند. در فلسفه معاصر، بسیاری از معرفت شناسان به‌طور چشمگیری در این تئوری نقش داشته‌اند و از آن دفاع می‌کنند، در درجه اول می‌توان از براند بلانشارد (که در زمان خود اولین توصیف را ارائه داده‌است) و نیکلاس رشر نام برد.

## انواع مختلف
طبق یک دیدگاه، تئوری انسجام حقیقت را انسجام برخی از جملات، گزاره‌ها یا عقاید مشخص می‌داند. این «تئوری دانش است که ادعا می‌کند که حقیقت یک ویژگی است که در درجه اول برای هر قشر وسیعی از گزاره‌های سازگار قابل اجرا است، و نتایج آن برای هر گزاره ای در چنین سیستمی با توجه به سهم آن در سیستم قابل استفاده است». ایده‌هایی نظیر این بخشی از دیدگاه فلسفی است که به عنوان کل‌گرائی تأیید شناخته می‌شود. نظریه‌های انسجام حقیقت ادعا می‌کنند که انسجام و سازگاری از ویژگی‌های مهم یک سیستم نظری است و این خصوصیات برای حقانیت آن کافی است. عکس آن این‌گونه بیان می‌شود که «حقیقت» فقط در درون یک سیستم وجود دارد، و خارج از یک سیستم وجود ندارد.

## نقد
شاید بهترین اعتراض به نظریه انسجام حقیقت، اعتقاد برتراند راسل باشد. وی اظهار داشت: از آنجا که هم یک اعتقاد و هم نفی آن، به صورت جداگانه با حداقل یک مجموعه از عقاید منسجم خواهد بود، این بدان معنی است که می‌توان اعتقادات متناقض را با استفاده از نظریه انسجام، نشان داد که صحیح است، و بنابراین، این تئوری نمی‌تواند کار کند. با این حال، آنچه بیشتر نظریه‌پردازان انسجام به آن توجه دارند، همه اعتقادات ممکن نیست، بلکه مجموعه عقایدی است که در واقع مردم به آن باور دارند؛ بنابراین، مشکل اصلی برای یک تئوری انسجام حقیقت، چگونگی مشخص کردن این مجموعه خاص است، با توجه به اینکه فقط حقانیت اعتقاداتی که در واقع مورد باور هستند در این تئوری به حساب می‌آیند.

## مطالب بیشتر
- کرکهام، ریچارد ال. (۱۹۹۲)، نظریه‌های حقیقت، مطبوعات MIT، کمبریج، MA.
- رونز، داگوبرت د. (ویرایش، ۱۹۶۲)، فرهنگ لغت فلسفه، لیتلفیلد، آدامز و کمپانی، توتووا، نیویورک.